# برنامج سيرفيور

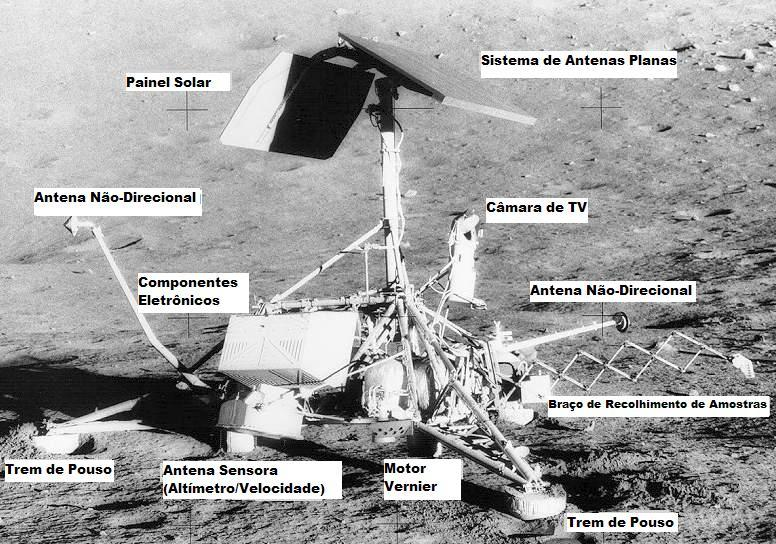
صورة سيرفيور 3 إلتقطها طاقم أبولو 12 وعليها بعض الإيضاحات.

كان برنامج سيرفيور (بالإنجليزية: Surveyor Program) أحد برامج ناسا الذي قامت به خلال الأعوام 1966 حتى 1968، حيث قامت بإرسال 7 مسبارات للهبوط على سطح القمر. وكان الغرض الرئيسي منها هو التحكم في الهبوط الهادئ على سطح القمر وقد قام بصنع المسبارات من نوع سيرفيور مختبر الدفع النفاث Jet Propulsion Laboratory استعدادا لتنفيذ برنامج أبولو.
لا تزال مسبارات سيرفيور على سطح القمر، ولم يكن من مخطط ناسا إعادة المسبارات إلى الأرض. وخلال بعثة أبولو 12 إلى القمر اختير مكان سيرفيور 3، والذي هبط بسلام على سطح القمر وقام بتحاليل للتربة، ليكون مكانا لهبوط رواد الفضاء في بعثة أبولو 12. وقد عاد رواد الفضاء ألان بين وشارلز كونراد وزميلهما الثالث ريشارد جوردن وأحضروا معهم الكاميرا التي كانت مثبتة على سيرفيور 3، وهي معروضة الآن في المتحف الوطني للطيران وأبحاث الفضاء.

## أهداف البعثات

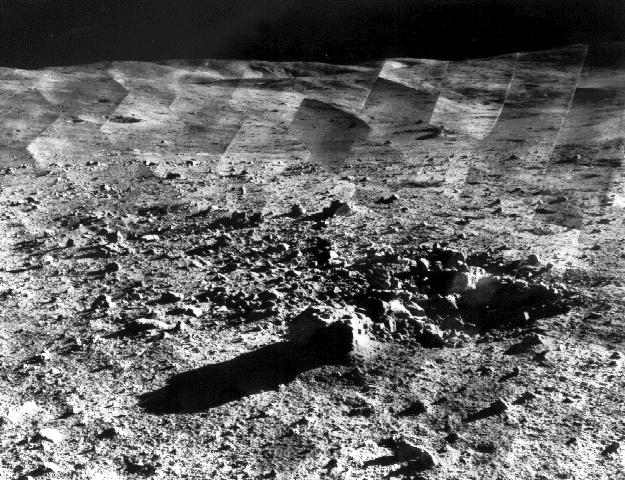
منطقة هبوط سيرفيور 7.

كان الهدف الرئيسي من إرسال المسبارات السبعة من سيرفيور هو التدريب على إجراء هبوطا سليما على القمر. وقد أمكن التحكم في إجراء تصحيحات على مسار الصاروخ أثناء الرحلة، كما احتوى كل مسبار على أجهزة لاختبار صلابة سطح القمر مناسبته لهبوط رواد الفضاء فيما بعد. وأمكن لعدد من المسبارات تحليل عينات من تربة القمر حيث زودوا بمجارف وخرامات كهربائية. وقبل تلطالبعثات لم يكن لنا أي معلومات عن طبيعة التربة أو الغبار على القمر. وكان التخوف من أن يكون الغبار عميق مما يمنع إمكانية هبوط بعثات مأهولة. وأثبت برنامج سيرفيور أنه لا توجد صعوبة في ذلك.
كما احتوت بعض مسبارات سيرفيور على أجهزة تحليل تستخدم أشعة ألفا ومغناطيسات ساعدت على معرفة الكثير عن التركيب الكيميائي لتربة القمر.

## البعثات

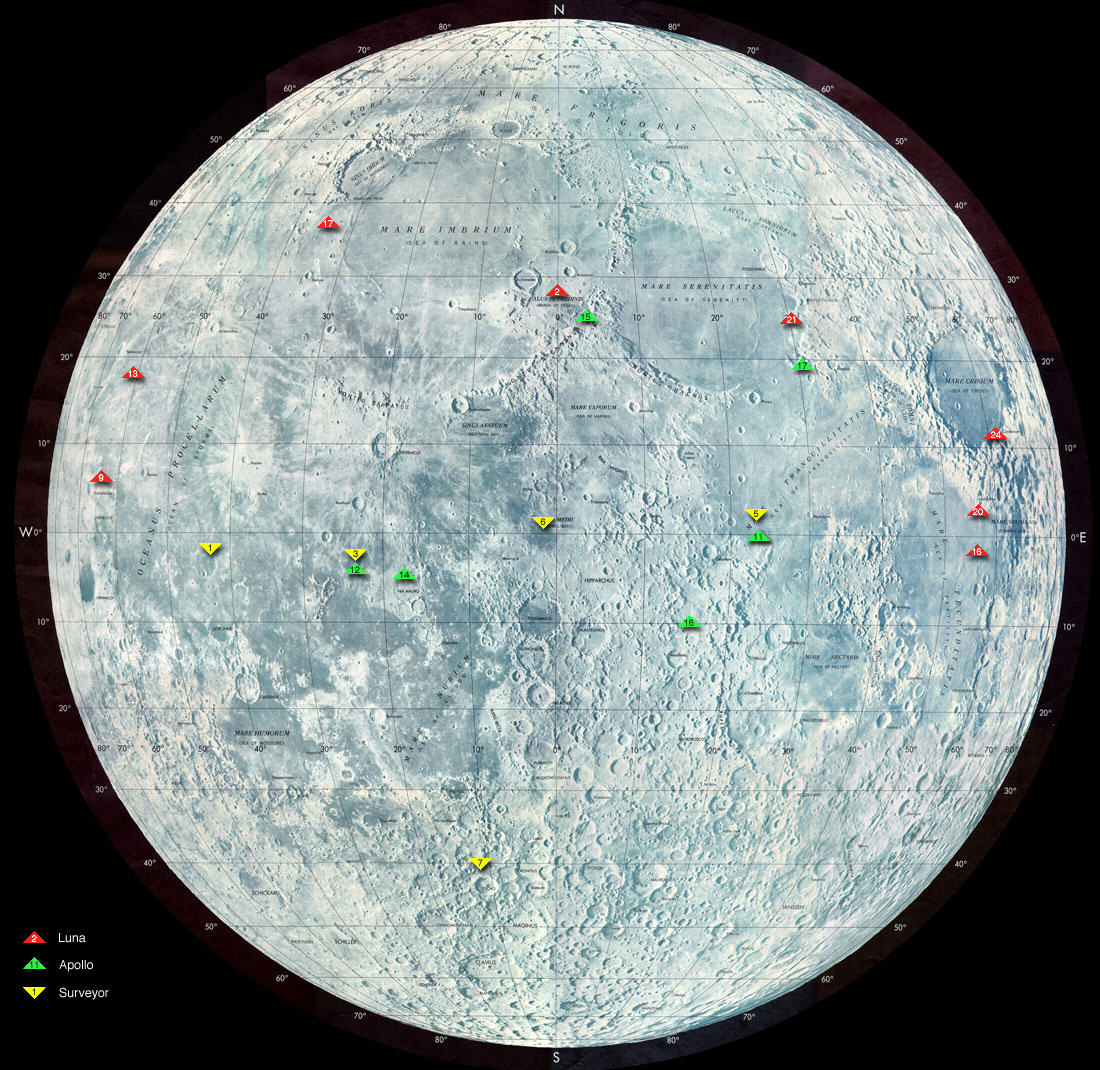
مواقع هبوط مسبابرات سيرفيور على سطح القمر.

أرسلت 7 بعثات لسيرفيور، هبط منها 5 بسلام على سطح القمر في الأعوام 1966 - 1968، فشل سيرفيور 2 وسيرفيور 4 في الهبوط الهادئي وتحطما على سطح القمر. وهي مسبارات غير مأهولة.
- سيرفيور 1 - أقلع في 30 مايو وهبط على القمر في 2 يونيو من نفس العام،
- سيرفيور 2 - في 20 سبتمبر 1966 وتحطم أثناء الهبوط على القمر في 23 سبتمبر في منطقة فوهة كوبرنيكوس،
- سيرفيور 3 - أقلع 17 أبريل وهبط بسلام في 20 أبريل
- سيرفيور 4 - أقلع في 14 يويو 1967 وتحطم أثناء الهبوط في 17 يوليو،
- سيرفيور 5 - أقلع في 3 سبتمبر وهبط في سلام ببحر الهدوء يوم 11 سبتمبر،
- سيرفيور 6 - أقلع في 7نوفمبر 1967 وهبط سليما يوم 10 نوفمبر 1967،
- سيرفيور 7 - أقلع يوم 7 يناير 1968 وهبط بالقرب من فوهة تايخو سليما يوم 10 يناير 1968.

وكان سيرفيور 6 أول مسبار يقوم بتشغيل محركه الصاروخي مرة ثانية على القمر ويغير مكانه. وهبطت بعثة أبولو 12 المأهولة بالقرب من سيرفيور 3، وعاد رواد الفضاء إلى الأرض وأحضروا معهم الكاميرا لخاصة بسيرفيور 3 وبعض الأجهزة الأخرى.